# Midwichské kukačky
Midwichské kukačky (anglicky The Midwich Cuckoos) je sci-fi román anglického spisovatele Johna Wyndhama vydaný v roce 1957, který vypráví o záhadném narození dětí s nadpřirozenými schopnostmi (jež se částečně liší od lidí) a o následujících událostech v Midwichi.
Česky knihu vydala nakladatelství Paralela 50 (v roce 1994) a Fuego (v roce 2007).

## Hlavní postavy
- Gayfordovi - mladí manželé, kteří nějaký čas bydlí v Midwichi. Celý příběh je vyprávěn z pohledu pana Gayforda.
- Zellabyovi - rodina, jejíž hlavou je starý pan Zellaby - spisovatel, který je jednou z klíčových postav knihy.
- Bernard Westcott - člen tajné armádní služby, kterému připadla na starost operace Midwich.

## Děj knihy
Pan a paní Gayfordovi bydlí ve vesničce jménem Midwich. Jednoho dne, když se vrací z Londýna domů, zjistí, že obec je uzavřena. Celý Midwich totiž z nenadání usnul hlubokým jednodenním spánkem. Díky plukovníkovi Bernardovi se pan Gayford dovídá informace, které se jinak na povrch nedostávají, a také se on a jeho žena stávají informátory armády.
Několik dní po události se zdá, že je vše opět v pořádku, pak se ale všechny plodné ženy dozví, že jsou těhotné. Po čase se jim narodí děti, které jsou obdařeny nadpřirozenou schopností telepatie - disponují kolektivním vědomím, díky němuž mohou ovládat chování obyvatel vesnice. Vláda a příslušné orgány se snaží celou záležitost tajit, ovšem podivných jevů a vyhrocených konfliktů mezi Dětmi (jak jsou zvláštní bytosti nazývány) a vesničany přibývá. Na obzoru je konflikt dvou civilizací, z něhož pozemšťané nemohou vyjít vítězně - přes různé vstřícné kroky a pokusech o vzájemně tolerantní soužití především ze strany Zellabyho a některých dalších obyvatel. S tím ostře kontrastuje poněkud pudové chování většiny obyvatel Midwiche, kteří čím dál ostřeji vnímají Děti jako něco nežádoucího, ohrožujícího. Projevuje se u nich silný pud sebezáchovy, jež může přerůstat až do pradávného boje o zachování druhu - chtějí "kukačky" zlikvidovat i za cenu fyzického násilí. Ovšem jakým způsobem vliv Dětí izolovat, jak je pacifikovat, když jsou si dobře vědomi svých schopností? Co se stane, až přestanou být Dětmi a dospějí?
Události naberou spád, když se hlavní protagonisté dozvědí, že podobných míst, kde se objevily další Děti, je ve světě více. Každá kultura, každé politické zřízení se s tímto jevem vyrovnává po svém, ale vždy tvrdě. Nezáleží na tom, zda jde o eskymáckou kolonii, domorodou vesnici v Africe ci městečko na Sibiři. Vědomí, že to, co se v podobě dětí objevilo, může znamenat konec lidské civilizace, přirozená nedůvěra k neznámému a prostý boj o přežití (to vše si postižená lidská komunita uvědomuje na základě svého stupně společenského rozvoje) vede k nekompromisnímu zlikvidování všech Dětských skupin po okolním světě. Toho si začíná být vědom i pan Zellaby, který se rozhodne sám zničit kolonii Dětí v Midwichi. Jeho rozhodnutí je o to bolestivější, že výchově, vzdělávání Dětí a pokusům o jejich včlenění do lidské společnosti věnoval mnoho úsilí. Jeho rozhodnutí však uspíší vlastní vize Dětí o podrobení si lidské civilizace se vším všudy. Soužití dvou kultur není možné.

## Filmové adaptace
- Městečko prokletých (anglicky Village of the Damned), sci-fi horor, Velká Británie, 1960, 77 minut, režie Wolf Rilla, hrají George Sanders, Barbara Shelley, Laurence Naismith, John Stuart, Peter Vaughan.[1]
- Městečko prokletých (anglicky Village of the Damned), sci-fi horor, USA, 1995, 99 minut, režie John Carpenter, hrají Christopher Reeve, Kirstie Alley, Linda Kozlowski, Michael Paré, Meredith Salenger, Mark Hamill, Lane Nishikawa, John Carpenter, Lindsey Haun, Thomas Dekker.[2]
- Midwichské kukačky (anglicky  The Midwich Cuckoos), seriál, 2022